# Fruiz
Fruiz és un municipi de Biscaia, a la comarca d'Uribe.

## Toponímia
Fruiz pertany a la sèrie de topònims bascos que tenen una terminació en -iz. Julio Caro Baroja defensava que la major part d'aquests topònims provenien d'un nom propi unit al sufix llatí -icus declinat. En la zona basconavarresa Caro Baroja considerava que els sufixos -oz, -ez i -iz aplicats a la toponímia indicaven que en l'antiguitat el lloc havia estat propietat de la persona el nom de la qual apareixia unit al sufix, podent-se remuntar el seu origen des de l'Edat Mitjana fins a l'època de l'Imperi Romà. En el cas de Fruiz, Julio Caro Baroja va proposar que aquest nom podria provenir d'un hipotètic Furius, un nom llatí documentat. Així si al nom Furius si se li afegix el sufix llatí -icus que indica el que és pertanyent a aquest, es podria obtenir Furicus. A partir d'un molt semblant Furunicus es podria reconstruir l'origen de Frúniz. Furunicus podria ser també un fill de Furius.
El propi de Furunicus i dels seus descendents seria Furunici (genitiu de singular i nominatiu de plural). D'aquest Furunici s'hauria pogut derivar el topònim Frúniz: Furunici→Furuniz→Frúniz. D'una evolució similar a la d'aquest sufix llatí -icus s'haurien donat origen també els patronímics utilitzats en els idiomes llatins de la península Ibèrica. Frúniz va quedar fixat com a forma escrita del nom. No obstant això en euskera el nom va seguir evolucionant oralment i va donar lloc a Fruiz al perdre's la n intervocàlica, un fenomen comú de l'euskera en els últims segles. L'actual nom de la localitat en euskera: Fruiz és fruit d'aquesta evolució Frúniz→Fruiz. En espanyol es va conservar la forma més antiga Frúniz, com nom formal de la localitat. En 1994 l'ajuntament va decidir oficialitzar la forma basca del nom i des de llavors és oficial Fruiz.